# Ochthebius notabilis
Ochthebius notabilis är en skalbaggsart som beskrevs av Wilhelm Gottlob Rosenhauer 1856. Ochthebius notabilis ingår i släktet Ochthebius och familjen vattenbrynsbaggar. Inga underarter finns listade i Catalogue of Life.